# Troyes (quận)
Quận Troyes là một quận của Pháp, nằm ở tỉnh Aube, ở vùng Grand Est. Quận này có 22 tổng và 247 xã.

## Các đơn vị hành chính

### Các tổng
Các tổng của quận Troyes là: 
1. Aix-en-Othe
2. Arcis-sur-Aube
3. Bar-sur-Seine
4. Bouilly
5. Chaource
6. La Chapelle-Saint-Luc
7. Ervy-le-Châtel
8. Essoyes
9. Estissac
10. Lusigny-sur-Barse
11. Mussy-sur-Seine
12. Piney
13. Ramerupt
14. Les Riceys
15. Sainte-Savine
16. Troyes - Tổng thứ nhất
17. Troyes - Tổng thứ nhì
18. Troyes - Tổng thứ ba
19. Troyes - Tổng thứ tư
20. Troyes - Tổng thứ năm
21. Troyes - Tổng thứ sáu
22. Troyes - Tổng thứ bảy

### Các xã
Các xã của quận Troyes, và mã INSEE là: 
| 1. Aix-en-Othe (10003)               | 2. Allibaudières (10004)             | 3. Arcis-sur-Aube (10006)                | 4. Arrelles (10009)                   |
| 5. Assenay (10013)                   | 6. Assencières (10014)               | 7. Aubeterre (10015)                     | 8. Auxon (10018)                      |
| 9. Avant-lès-Ramerupt (10021)        | 10. Avirey-Lingey (10022)            | 11. Avreuil (10024)                      | 12. Bagneux-la-Fosse (10025)          |
| 13. Balnot-la-Grange (10028)         | 14. Balnot-sur-Laignes (10029)       | 15. Bar-sur-Seine (10034)                | 16. Barberey-Saint-Sulpice (10030)    |
| 17. Bercenay-en-Othe (10037)         | 18. Bernon (10040)                   | 19. Bertignolles (10041)                 | 20. Beurey (10045)                    |
| 21. Bouilly (10051)                  | 22. Bouranton (10053)                | 23. Bourguignons (10055)                 | 24. Bouy-Luxembourg (10056)           |
| 25. Bragelogne-Beauvoir (10058)      | 26. Briel-sur-Barse (10062)          | 27. Brillecourt (10065)                  | 28. Bréviandes (10060)                |
| 29. Brévonnes (10061)                | 30. Bucey-en-Othe (10066)            | 31. Buchères (10067)                     | 32. Buxeuil (10068)                   |
| 33. Buxières-sur-Arce (10069)        | 34. Bérulle (10042)                  | 35. Celles-sur-Ource (10070)             | 36. Chacenay (10071)                  |
| 37. Chamoy (10074)                   | 38. Champigny-sur-Aube (10077)       | 39. Channes (10079)                      | 40. Chaource (10080)                  |
| 41. Chappes (10083)                  | 42. Charmont-sous-Barbuise (10084)   | 43. Chaserey (10087)                     | 44. Chaudrey (10091)                  |
| 45. Chauffour-lès-Bailly (10092)     | 46. Chennegy (10096)                 | 47. Chervey (10097)                      | 48. Chesley (10098)                   |
| 49. Chessy-les-Prés (10099)          | 50. Clérey (10100)                   | 51. Coclois (10101)                      | 52. Cormost (10104)                   |
| 53. Coursan-en-Othe (10107)          | 54. Courtaoult (10108)               | 55. Courtenot (10109)                    | 56. Courteranges (10110)              |
| 57. Courteron (10111)                | 58. Coussegrey (10112)               | 59. Creney-près-Troyes (10115)           | 60. Crésantignes (10116)              |
| 61. Cunfin (10119)                   | 62. Cussangy (10120)                 | 63. Dampierre (10121)                    | 64. Davrey (10122)                    |
| 65. Dommartin-le-Coq (10127)         | 66. Dosches (10129)                  | 67. Dosnon (10130)                       | 68. Eaux-Puiseaux (10133)             |
| 69. Ervy-le-Châtel (10140)           | 70. Essoyes (10141)                  | 71. Estissac (10142)                     | 72. Fays-la-Chapelle (10147)          |
| 73. Feuges (10149)                   | 74. Fontette (10155)                 | 75. Fontvannes (10156)                   | 76. Fouchères (10158)                 |
| 77. Fralignes (10159)                | 78. Fresnoy-le-Château (10162)       | 79. Grandville (10167)                   | 80. Gyé-sur-Seine (10170)             |
| 81. Géraudot (10165)                 | 82. Herbisse (10172)                 | 83. Isle-Aubigny (10174)                 | 84. Isle-Aumont (10173)               |
| 85. Javernant (10177)                | 86. Jeugny (10179)                   | 87. Jully-sur-Sarce (10181)              | 88. La Chapelle-Saint-Luc (10081)     |
| 89. La Loge-Pomblin (10201)          | 90. La Rivière-de-Corps (10321)      | 91. La Vendue-Mignot (10402)             | 92. Lagesse (10185)                   |
| 93. Laines-aux-Bois (10186)          | 94. Landreville (10187)              | 95. Lantages (10188)                     | 96. Laubressel (10190)                |
| 97. Lavau (10191)                    | 98. Le Chêne (10095)                 | 99. Le Pavillon-Sainte-Julie (10281)     | 100. Les Bordes-Aumont (10049)        |
| 101. Les Croûtes (10118)             | 102. Les Granges (10168)             | 103. Les Loges-Margueron (10202)         | 104. Les Noës-près-Troyes (10265)     |
| 105. Les Riceys (10317)              | 106. Lhuître (10195)                 | 107. Lignières (10196)                   | 108. Lirey (10198)                    |
| 109. Loches-sur-Ource (10199)        | 110. Longeville-sur-Mogne (10204)    | 111. Longpré-le-Sec (10205)              | 112. Longsols (10206)                 |
| 113. Lusigny-sur-Barse (10209)       | 114. Luyères (10210)                 | 115. Macey (10211)                       | 116. Machy (10212)                    |
| 117. Magnant (10213)                 | 118. Mailly-le-Camp (10216)          | 119. Maisons-lès-Chaource (10218)        | 120. Maraye-en-Othe (10222)           |
| 121. Marolles-lès-Bailly (10226)     | 122. Marolles-sous-Lignières (10227) | 123. Maupas (10229)                      | 124. Mergey (10230)                   |
| 125. Merrey-sur-Arce (10232)         | 126. Mesnil-Lettre (10236)           | 127. Mesnil-Saint-Père (10238)           | 128. Mesnil-Sellières (10239)         |
| 129. Mesnil-la-Comtesse (10235)      | 130. Messon (10240)                  | 131. Metz-Robert (10241)                 | 132. Montaulin (10245)                |
| 133. Montceaux-lès-Vaudes (10246)    | 134. Montfey (10247)                 | 135. Montgueux (10248)                   | 136. Montigny-les-Monts (10251)       |
| 137. Montiéramey (10249)             | 138. Montmartin-le-Haut (10252)      | 139. Montreuil-sur-Barse (10255)         | 140. Montsuzain (10256)               |
| 141. Morembert (10257)               | 142. Moussey (10260)                 | 143. Mussy-sur-Seine (10261)             | 144. Neuville-sur-Seine (10262)       |
| 145. Neuville-sur-Vannes (10263)     | 146. Nogent-en-Othe (10266)          | 147. Nogent-sur-Aube (10267)             | 148. Nozay (10269)                    |
| 149. Noë-les-Mallets (10264)         | 150. Onjon (10270)                   | 151. Ormes (10272)                       | 152. Ortillon (10273)                 |
| 153. Paisy-Cosdon (10276)            | 154. Pargues (10278)                 | 155. Payns (10282)                       | 156. Piney (10287)                    |
| 157. Plaines-Saint-Lange (10288)     | 158. Poivres (10293)                 | 159. Poligny (10294)                     | 160. Polisot (10295)                  |
| 161. Polisy (10296)                  | 162. Pont-Sainte-Marie (10297)       | 163. Pouan-les-Vallées (10299)           | 164. Pougy (10300)                    |
| 165. Praslin (10302)                 | 166. Prugny (10307)                  | 167. Prusy (10309)                       | 168. Puits-et-Nuisement (10310)       |
| 169. Racines (10312)                 | 170. Ramerupt (10314)                | 171. Rigny-le-Ferron (10319)             | 172. Roncenay (10324)                 |
| 173. Rosières-près-Troyes (10325)    | 174. Rouilly-Sacey (10328)           | 175. Rouilly-Saint-Loup (10329)          | 176. Rumilly-lès-Vaudes (10331)       |
| 177. Ruvigny (10332)                 | 178. Saint-André-les-Vergers (10333) | 179. Saint-Benoist-sur-Vanne (10335)     | 180. Saint-Benoît-sur-Seine (10336)   |
| 181. Saint-Germain (10340)           | 182. Saint-Jean-de-Bonneval (10342)  | 183. Saint-Julien-les-Villas (10343)     | 184. Saint-Lyé (10349)                |
| 185. Saint-Léger-près-Troyes (10344) | 186. Saint-Mards-en-Othe (10350)     | 187. Saint-Nabord-sur-Aube (10354)       | 188. Saint-Parres-aux-Tertres (10357) |
| 189. Saint-Parres-lès-Vaudes (10358) | 190. Saint-Phal (10359)              | 191. Saint-Pouange (10360)               | 192. Saint-Remy-sous-Barbuise (10361) |
| 193. Saint-Thibault (10363)          | 194. Saint-Usage (10364)             | 195. Saint-Étienne-sous-Barbuise (10338) | 196. Sainte-Maure (10352)             |
| 197. Sainte-Savine (10362)           | 198. Semoine (10369)                 | 199. Sommeval (10371)                    | 200. Souligny (10373)                 |
| 201. Thennelières (10375)            | 202. Thieffrain (10376)              | 203. Torcy-le-Grand (10379)              | 204. Torcy-le-Petit (10380)           |
| 205. Torvilliers (10381)             | 206. Trouans (10386)                 | 207. Troyes (10387)                      | 208. Turgy (10388)                    |
| 209. Vailly (10391)                  | 210. Val-d'Auzon (10019)             | 211. Vallières (10394)                   | 212. Vanlay (10395)                   |
| 213. Vauchassis (10396)              | 214. Vaucogne (10398)                | 215. Vaudes (10399)                      | 216. Vaupoisson (10400)               |
| 217. Verpillières-sur-Ource (10404)  | 218. Verricourt (10405)              | 219. Verrières (10406)                   | 220. Villacerf (10409)                |
| 221. Ville-sur-Arce (10427)          | 222. Villechétif (10412)             | 223. Villeloup (10414)                   | 224. Villemaur-sur-Vanne (10415)      |
| 225. Villemereuil (10416)            | 226. Villemoiron-en-Othe (10417)     | 227. Villemorien (10418)                 | 228. Villemoyenne (10419)             |
| 229. Villeneuve-au-Chemin (10422)    | 230. Villery (10425)                 | 231. Villette-sur-Aube (10429)           | 232. Villiers-Herbisse (10430)        |
| 233. Villiers-le-Bois (10431)        | 234. Villiers-sous-Praslin (10432)   | 235. Villy-en-Trodes (10433)             | 236. Villy-le-Bois (10434)            |
| 237. Villy-le-Maréchal (10435)       | 238. Vinets (10436)                  | 239. Virey-sous-Bar (10437)              | 240. Vitry-le-Croisé (10438)          |
| 241. Viviers-sur-Artaut (10439)      | 242. Vosnon (10441)                  | 243. Vougrey (10443)                     | 244. Voué (10442)                     |
| 245. Vulaines (10444)                | 246. Éguilly-sous-Bois (10136)       | 247. Étourvy (10143)                     |                                       |